# Кипарис вьетнамский
Кипарис вьетнамский (лат. Cupressus vietnamensis) — хвойное дерево, вид рода Кипарис семейства Кипарисовые. Описан в 2002 году из Вьетнама. 

## Систематика
Вид был описан в 2002 году и, вместе с близким североамериканским видом Cupressus nootkatensis, помещён как типовой вид в новый род Xanthocyparis. Позднее на основании молекулярно-генетических данных род Xanthocyparis стали рассматривать в ранге подрода рода кипарис.

## Ареал и экология
Большинство известных популяций расположены на севере Вьетнама в провинциях Хазянг, Туенкуанг и Каобанг. Единственный экземпляр этого хвойного дерева найден в биосферном резервате Мулун в Гуанси-Чжуанский районе на юге Китая. Других данных о находках вида в Китае пока нет.
Растёт в горах на известняковых породах на высотах 1000 — 1200 м н.у.м. в смешанных хвойно-лиственных лесах. Из хвойных вместе с кипарисом вьетнамским растут  Amentotaxus argotaenia, Nageia wallichiana, Pseudotsuga sinensis, Podocarpus pilgeri, Taxus chinensis, лиственные породы представлены видами клёна, дуба, литокарпуса, граба, вяза  и другими.

## Ботаническое описание
Дерево высотой 10—15 м, диаметр ствола до 50 см. Кора красновато-коричневая, отслаивающаяся тонкими хлопьями и полосками. Ветви длинные, отходящие более или менее горизонтально. Крона у молодых деревьев пирамидальная, у старых теряет эту форму.
Мужские шишки длиной до 3,5 мм, овально-цилиндрические. Женские — до 12 мм длиной, почти шаровидные. Расположены одиночно или по 2—3 на зрелых олиственных веточках. Всходы в природе не обнаружены.
Древесина плотная, ароматная, жёлтого цвета.

## Угрозы и охрана
В местах естественного произрастания страдает от вырубок, но из-за трудности транспортировки древесина продаётся только на местном уровне. Вьетнамские учёные предложили создать охраняемую зону в местах обитания вида.
Вьетнамский кипарис неплохо растёт в культуре. Размножают его зелёными черенками.